# Kuhelj
Kuhelj je priimek več znanih Slovencev:
- Alenka Kuhelj, pravnica
- Anton Kuhelj (1902—1980), fizik, strokovnjak za mehaniko, univerzitetni profesor, akademik
- Anton Kuhelj (ml.) (1934—2014), strojnik, univ. profesor
- Božena Skalicky Kuhelj (*1939), študentska zdravnica
- Dimitrij Kuhelj, zdravnik radiolog
- Janez Kuhelj (*1941), zdravnik onkolog
- Robert Kuhelj, biokemik
- Vida Tišler, r. Kuhelj (1931—2014), kemičarka